# Tengella
Tengella là một chi nhện trong họ Zoropsidae.

## Các loài
- Tengella albolineata (F. O. Pickard-Cambridge, 1902)[3] – Mexico
- Tengella kalebi Candia-Ramírez & Valdez-Mondragón, 2014[5] – Mexico
- Tengella perfuga Dahl, 1901[1] – Nicaragua
- Tengella radiata (Kulczyński, 1909)[6] – Honduras to Panama
- Tengella thaleri Platnick, 2009[7] – Mexico